# Уцулы

Область расселения уцулов на Хайнани (отмечена красным)

Уцулы (кит. упр. 回辉族, пиньинь Huíhuī Zú; самоназвание — utsat; также утсет, хуэйхуэй, хайнаньские тямы; хайнаньскими китайцами называются Huan-nang или Hui-tok) — народ в Китае, проживают в провинции Хайнань, преимущественно в двух деревнях — Хуэйсинь и Хуэйхуэй в пригородном районе Янлань города Санья возле южного берега острова Хайнань. Уцулы не рассматриваются правительством КНР как отдельное национальное меньшинство и включены в состав хуэйцзу по религиозному признаку. Ассимилируются ханьцами.

## Язык
Говорят на цатском языке (хайнаньский хуэй) чамской группы австронезийской семьи, которым в 1999 году владело 3800 человек или 76 % уцулов. Как второй язык используют хайнаньский или кантонский, в школах — также путунхуа (севернокитайский).

## Происхождение и история
Уцулы являются потомками тямов, населения государства Чампа на территории современного южного Вьетнама, которые бежали от вьетнамского вторжения. Предполагается, что уцулы переселились на Хайнань около 6-9 веков назад.
Ряд исследователей отмечает, что в начале 1980-х годов в обществе уцулов произошли определённые перестройки, в результате которых значительно возросла социальная свобода и экономическая независимость женщин.
В конце 1990-х межнациональный конфликт между уцулами и китайцами перерос в вооружённые столкновения. В результате было арестовано 500 уцулов.

## Традиционный образ жизни
Основное занятие — рыболовство и земледелие.

## Религия
Исповедуют ислам суннитского толка с вкраплением некоторых шиитских черт. Сами уцулы считают, что были мусульманами всегда, однако исследования показывают, что предки уцулов приняли ислам, будучи в составе государства Чампа (Brink 1997: С.).